# Constantin Tămagă
Constantin Tămagă (n. 21 noiembrie 1948, com. Mozăceni, județul Argeș) este un politician român, ales ca deputat în legislaturile 2000-2004 și 2004-2008, în județul Argeș pe listele partidului PSD și ca senator în legislaturile 2008-2012 și 2012-2016 din partea Alianței PSD+PC. În legislatura 2000-2004, Constantin Tămagă  a fost validat pe data de 8 noiembrie, când l-a înlocuit pe deputatul Dumitru Chiriță. Conform biografiei sale oficiale, Constantin Tămagă a fost membru PCR în perioada 1973-1990. În cadrul activității sale parlamentare, Constantin Tămagă a fost membru în următoarele grupuri parlamentare de prietenie:
- în legislatura 2004-2008: Republica Belarus;
- în legislatura 2008-2012: Republica Chile, Regatul Danemarcei, Republica Islamică Iran;
- în legislatura 2012-2016: Irlanda, Republica Islamică Iran.